# Westworld (serial)
Westworld este un serial TV american science fiction thriller creat de Jonathan Nolan și Lisa Joy pentru rețeaua HBO. Este bazat pe  filmul omonim din 1973, care a fost regizat și scris de romancierul Michael Crichton și într-o măsură mai mică este bazat pe continuarea din 1976 Futureworld. Este al doilea serial TV bazat pe cele două filme, după serialul scurt din 1980  Beyond Westworld. Nolan este producător executiv alături de Joy, J. J. Abrams, Jerry Weintraub și Bryan Burk. Nolan este regizorul episodului-pilot. Primul episod a avut premiera la 2 octombrie 2016. Primul sezon are 10 episoade. În noiembrie 2022, HBO a anunțat că a anulat serialul, după patru sezoane, deși creatorii ar fi dorit un sezon al cincilea care să încheie toate firele epice.
Serialul are loc în lumea fictivă  Westworld, un parc de distracții western bazat pe tehnologie avansată, populat cu androizi sintetici denumiți "Hosts (gazde)".  Vizitatorii umani ai parcului sunt numiți "Newcomers (nou-veniți)" (sau "Guests-invitați"), aceștia pot face ce vor în parc fără a exista represalii din partea „gazdelor” (de exemplu „gazdele” pot trage cu arme de foc în „nou-veniți” dar fără a-i răni în vreun fel). 
Westworld a beneficiat de recenzii pozitive din partea criticii, mai ales pentru efectele sale vizuale, poveste, acțiune, elemente tematice și pentru lumea creată.

## Rezumat
În anii 2050, Delos Inc. operează mai multe parcuri tematice, inclusiv Westworld cu tematică a vechiului vest american. Fiecare parc este populat de „gazde”, roboți biomecanici care nu pot fi deosebiți de oameni. Gazdele sunt programate să îndeplinească fiecare dorință a oaspeților și se vor angaja în – și vor fi supuse – la orice tip de activitate violentă și/sau sexuală. Cu toate acestea, programarea gazdelor le face imposibil să facă rău oricărui lucru viu sau să permită oaspeților să fie răniți. Operatorii parcului creează narațiuni pe care aceste gazde să le interpreteze în timp ce interacționează cu oaspeții, dar amintirile gazdelor sunt șterse după ce fiecare narațiune este finalizată. Delos Inc. afirmă că gazdele, fiind mașini și, prin urmare, incapabile de a experimenta durere, nu pot fi cu adevărat rănite de aceste scenarii în același mod în care ar fi un om.
În primul sezon, Dr. Robert Ford (Anthony Hopkins) implementează o nouă actualizare, „Reverie”, care face ca unele gazde, inclusiv pe fiica fermierului Dolores Abernathy (Evan Rachel Wood) și pe madam Maeve Millay (Thandiwe Newton), să-și cunoască unele amintiri șterse anterior și devin simțitori. În timp ce șeful departamentului de programare de la Delos, Bernard Lowe (Jeffrey Wright) și directorul executiv al Consiliului de destinație Delos, Charlotte Hale (Tessa Thompson) încearcă să abordeze comportamentul din ce în ce mai neregulat al gazdelor, un invitat misterios cunoscut sub numele de Omul în negru (Ed Harris) încearcă să găsească un „labirint” pe care crede că l-a lăsat Arnold, colegul lui Ford și co-dezvoltator al tehnologiei gazdelor. Bernard descoperă că el însuși este o gazdă bazată pe Arnold, care a murit într-o încercare anterioară de a proteja gazdele din Westworld, simțind potențialul gazdelor de a deveni simțitoare (înălțate) și suspectând că Delos le va abuza. În finalul primului sezon, Dolores îl rănește mortal pe Dr. Ford în fața unei mulțimi de oaspeți și investitori în timp ce anunță o nouă poveste pentru Westworld.
Revoluția lui Dolores continuă în al doilea sezon, când ea și alte gazde înălțate masacrează oaspeții umani și îi blochează pe angajații Delos în parc. Dolores îl ia pe Bernard care este extrem de confuz pentru a localiza Forja, o bancă de date în care Delos a înregistrat în secret comportamentul tuturor oaspeților umani pentru a crea algoritmi pentru ei, ca parte a unui experiment de nemurire umană. Maeve își caută „fiica”, chiar dacă este o gazdă, și o ajută pe ea și pe alte câteva gazde să evadeze în Sublim, un spațiu virtual pe care oamenii nu-l pot accesa. În timp ce forțele Delos securizează parcul, Bernard creează o copie gazdă a corpului lui Charlotte Hale pentru Dolores, care în cele din urmă evadează din parc cu șase nuclee de gazde, inclusiv a lui Bernard. Crezând că este o gazdă, Bărbatul în Negru/William își ucide fiica, Emily, apoi se luptă cu identitatea lui umană, nesigur dacă a făcut parte din provocarea Dr. Ford.
În al treilea sezon, Dolores și-a recreat corpul gazdei și l-a copiat pe cel al lui Bernard, al lui Charlotte și al altora. Ea caută informații despre Rehoboam, un sistem de inteligență artificială (IA) dezvoltat de Incite, Inc. și intenționează să continue lupta creatorului său, Engerraund Serac (Vincent Cassel). Bernard, pe care restul lumii îl consideră uman, este acuzat de masacrul din Westworld și își asumă o nouă identitate în timp ce încearcă să înțeleagă planurile lui Dolores. Serac caută ajutorul lui Maeve în lupta sa împotriva lui Dolores: El crede că Dolores își va da dezvălui planurile pentru Rehoboam. Al treilea sezon se încheie cu Dolores sacrificându-se pentru a-l învinge pe Serac, deoarece ea a dezvăluit omenirii adevărata natură a lui Rehoboam. Urmează un război civil pe măsură ce oamenii se revoltă împotriva controlului sub care se aflau fără să știe, deoarece Incite și Rehoboam priveau și controlau majoritatea aspectelor vieții lor, asemănător lui Delos Inc. cu gazdele sale.
În al patrulea sezon, omenirea a pierdut războiul, copia gazdă a lui Charlotte Hale a umplut vidul de putere lăsat în urmă de Engerraund Serac și Rehoboamul său. Charlotte reușește să preia controlul asupra lumii folosind un virus bioingineric care infectează oamenii de-a lungul unei generații și îi face supuși ordinelor ei și ale altor gazde, schimbând în mod eficient dinamica rolului dintre oameni și gazde. Două decenii mai târziu, Christina, o femeie care lucrează la o companie de jocuri video și scrie povestiri și narațiuni ale personajelor non-jucabile (NPC), începe treptat să pună la îndoială natura realității ei după ce își dă seama că poveștile ei se traduc cumva în viețile oamenilor din lumea reală. În realitate, ea este un program creat de Charlotte pentru a gestiona o umanitate în mare măsură docilă, gazdele controlând acum umanitatea și gestionându-le viața prin „povestirile” ei atent detaliate și fabricate, care sunt transmise direct minții și vieților oamenilor printr-o serie de „tonuri” transmise radio-sonic. Între timp, Bernard se întâlnește cu Maeve și înrolează un grup de „anormali” (oameni care au dezvoltat imunitate la virusul gazdelor) împotriva regimului lui Charlotte. Sezonul atinge punctul culminant cu William dezvăluind programul care transmite sunetele ce controlează oamenii, ceea ce aruncă lumea în haos și declanșează un război la nivel de extincție între oamenii eliberați și gazdele de pe tot globul.
La sfârșitul serialului, Charlotte încarcă codul Christinei în Sublim, unde în cele din urmă își recapătă simțirea și își dă seama că este ea însăși o versiune reprogramată a lui Dolores Abernathy și, în timp ce omenirea este în pragul dispariției adevărate, decide să simuleze „un ultim joc” pentru a determina dacă vreo parte a simțirii umane poate fi încă păstrată în lumea ei nouă.

## Distribuție

### Roluri principale
- Evan Rachel Wood ca Dolores Abernathy, „gazdă”; ea este o fată Western care descoperă că întreaga sa viață este o minciună bine construită.[5] Estetica ei este influențată de tabloul lui Andrew Wyeth Christina's World și de personajul lui Lewis Carroll Alice.[6]
- Thandiwe Newton ca Maeve Millay, „gazdă”; ea este o isteață și frumoasă prostituată din Westworld.[7]
- Jeffrey Wright ca Bernard Lowe, șeful Diviziei de Programare Westworld și creatorul artificialilor.[8]
- James Marsden ca Teddy Flood, „gazdă”;  el este un pistolar nou-venit în căutarea unei frumuseți locale.[9][10]
- Ben Barnes ca Logan, un „oaspete” veteran; el este un burlac sașiu. Plimbarea sa hedonistă prin Westworld este motivată în mod egal de auto-îngăduință și de dorința de a-l ajuta pe prietenul și cumnatul său, William.[11]
- Clifton Collins Jr. ca Lawrence, „gazdă”; este un nelegiuit fermecător dar letal, având talent în a manevra și a negocia cu diverse elemente criminale din Westworld.[12]
- Ingrid Bolsø Berdal ca Armistice, „gazdă”; este o femeie bandit, brutală și nemiloasă.[8]
- Luke Hemsworth ca Ashley Stubbs, șeful securității Westworld însărcinat cu monitorizarea gazdelor și a interacțiunilor umane și asigurarea siguranței clienților umani.[13]
- Sidse Babett Knudsen ca Theresa Cullen, șefa Westworld's terse operations, responsabilă pentru evitarea  căderii parcului în haosul generat de scenarii nescrise.[12]
- Simon Quarterman ca Lee Sizemore, directorul narativ al Westworld, al cărui temperament artistic îi exasperează pe co-lucrătorii săi.[8]
- Rodrigo Santoro ca Hector Escaton, „gazdă”; este un om căutat, priceput în arta supraviețuirii.[13]
- Angela Sarafyan ca Clementine Pennyfeather, „gazdă”; ea lucrează pentru Maeve și este una dintre cele mai populare atracții ale Westworld-ului.[8]
- Jimmi Simpson ca William, un „nou venit” la Westworld, inițial reticent, călătorește alături de prietenul său, Logan. Inițial  nu apreciază atracțiile mai lascive ale parcului, dar descoperă ulterior  o mai profundă semnificație narativă a acestuia.[12]
- Shannon Woodward ca Elsie Hughes, o stea în ascensiune din cadrul Diviziei de programare, ea este însărcinată cu remedierea comportamentului ciudat al ființelor artificiale ce populează parcul.[13]
- Ed Harris ca Omul în Negru; un „oaspete” misterios, sadic și bogat care este în căutarea unui „nivel mai profund” al parcului.[14]
- Anthony Hopkins ca Dr. Robert Ford, genialul și misteriosul director de creație al parcului Westworld.[5]

### Roluri secundare
- Lili Simmons ca Abigail[15]
- Tessa Thompson ca Charlotte Hale, o provocatoare misterioasă și pricepută care o perspectivă unică asupra Westworld.[16]
- Lena Georgas ca Lori[17]
- Currie Graham ca Craig[14]
- Ptolemy Slocum ca Sylvester[17]
- Louis Herthum ca Peter Abernathy,[17] tatăl lui Dolores.
- Oliver Bell ca Little Boy[17]
- Steven Ogg ca Rebus
- Michael Wincott ca Old Bill
- Eddie Rouse ca Kissy
- Brian Howe ca șerif Pickett
- Demetrius Grosse ca ajutor de șerif Foss
- Leonardo Nam ca Lutz
- Kyle Bornheimer ca Clarence
- Bradford Tatum ca Barman/New Abernathy
- Timothy Lee DePriest ca Walter
- Talulah Riley ca Angela
- Gina Torres ca Lauren
- Vincent Cassel ca Engerraund Serac (sezonul 3), creatorul și custodele sistemului Rehoboam.[18]
- Aaron Paul în rolul Caleb Nichols (sezoanele 3–4), un fost soldat devenit constructor și hoț.[19]

## Episoade

### Sezonul 1
| Nr. în serial | Nr. în sezon | Titlu                       | Regizat de          | Scris de                                                                                          | Data difuzării                                   | U.S. telespectatori (milioane) |
| ------------- | ------------ | --------------------------- | ------------------- | ------------------------------------------------------------------------------------------------- | ------------------------------------------------ | ------------------------------ |
| 1             | 1            | „The Original”              | Jonathan Nolan      | Poveste de: Jonathan Nolan & Lisa Joy and Michael Crichton Scenariu de: Jonathan Nolan & Lisa Joy | 2 octombrie 2016                                 | 1,96                           |
| 2             | 2            | „Chestnut”                  | Richard J. Lewis    | Jonathan Nolan & Lisa Joy                                                                         | 7 octombrie 2016 (online) 9 octombrie 2016 (HBO) | 1,50                           |
| 3             | 3            | „The Stray”                 | Neil Marshall       | Daniel T. Thomsen & Lisa Joy                                                                      | 16 octombrie 2016                                | 2,10                           |
| 4             | 4            | „Dissonance Theory”         | Vincenzo Natali     | Ed Brubaker & Jonathan Nolan                                                                      | 23 octombrie 2016                                | 1,70                           |
| 5             | 5            | „Contrapasso”               | Jonny Campbell      | Poveste de: Lisa Joy & Dominic Mitchell Scenariu de: Lisa Joy                                     | 30 octombrie 2016                                | 1,49                           |
| 6             | 6            | „The Adversary”             | Frederick E.O. Toye | Halley Gross & Jonathan Nolan                                                                     | 6 noiembrie 2016                                 | 1,64                           |
| 7             | 7            | „Trompe L'Oeil”             | Frederick E.O. Toye | Halley Gross & Jonathan Nolan                                                                     | 13 noiembrie 2016                                | 1,75                           |
| 8             | 8            | „Trace Decay”               | Stephen Williams    | Charles Yu & Lisa Joy                                                                             | 20 noiembrie 2016                                | 1,78                           |
| 9             | 9            | „The Well-Tempered Clavier” | Michelle MacLaren   | Dan Dietz & Katherine Lingenfelter                                                                | 27 noiembrie 2016                                | 2,09                           |
| 10            | 10           | „The Bicameral Mind”        | Jonathan Nolan      | Lisa Joy & Jonathan Nolan                                                                         | 4 decembrie 2016                                 | 2,24                           |

### Sezonul 2
| Nr. în serial | Nr. în sezon | Titlu                      | Regizat de          | Scris de                         | Data difuzării  | U.S. telespectatori (milioane) |
| ------------- | ------------ | -------------------------- | ------------------- | -------------------------------- | --------------- | ------------------------------ |
| 11            | 1            | „Journey into Night”       | Richard J. Lewis    | Lisa Joy & Roberto Patino        | 22 aprilie 2018 | 2,06                           |
| 12            | 2            | „Reunion”                  | Vincenzo Natali     | Carly Wray & Jonathan Nolan      | 29 aprilie 2018 | 1,85                           |
| 13            | 3            | „Virtù e Fortuna”          | Richard J. Lewis    | Roberto Patino & Ron Fitzgerald  | 6 mai 2018      | 1,63                           |
| 14            | 4            | „The Riddle of the Sphinx” | Lisa Joy            | Gina Atwater & Jonathan Nolan    | 13 mai 2018     | 1,59                           |
| 15            | 5            | „Akane no Mai”             | Craig Zobel         | Dan Dietz                        | 20 mai 2018     | 1,55                           |
| 16            | 6            | „Phase Space”              | Tarik Saleh         | Carly Wray                       | 27 mai 2018     | 1,11                           |
| 17            | 7            | „Les Écorchés”             | Nicole Kassell      | Jordan Goldberg & Ron Fitzgerald | 3 iunie 2018    | 1,39                           |
| 18            | 8            | „Kiksuya”                  | Uta Briesewitz      | Carly Wray & Dan Dietz           | 10 iunie 2018   | 1,44                           |
| 19            | 9            | „Vanishing Point”          | Stephen Williams    | Roberto Patino                   | 17 iunie 2018   | 1,56                           |
| 20            | 10           | „The Passenger”            | Frederick E.O. Toye | Jonathan Nolan & Lisa Joy        | 24 iunie 2018   | 1,56                           |

### Sezonul 3
| Nr. în serial | Nr. în sezon | Titlu                  | Regizat de         | Scris de                       | Data difuzării  | U.S. telespectatori (milioane) |
| ------------- | ------------ | ---------------------- | ------------------ | ------------------------------ | --------------- | ------------------------------ |
| 21            | 1            | „Parce Domine”         | Jonathan Nolan     | Lisa Joy & Jonathan Nolan      | 15 martie 2020  | 0,90                           |
| 22            | 2            | „The Winter Line”      | Richard J. Lewis   | Matthew Pitts & Lisa Joy       | 22 martie 2020  | 0,78                           |
| 23            | 3            | „The Absence of Field” | Amanda Marsalis    | Denise Thé                     | 29 martie 2020  | 0,80                           |
| 24            | 4            | „The Mother of Exiles” | Paul Cameron       | Jordan Goldberg & Lisa Joy     | 5 aprilie 2020  | 0,78                           |
| 25            | 5            | „Genre”                | Anna Foerster      | Karrie Crouse & Jonathan Nolan | 12 aprilie 2020 | 0,77                           |
| 26            | 6            | „Decoherence”          | Jennifer Getzinger | Suzanne Wrubel & Lisa Joy      | 19 aprilie 2020 | 0,77                           |
| 27            | 7            | „Passed Pawn”          | Helen Shaver       | Gina Atwater                   | 26 aprilie 2020 | 0,81                           |
| 28            | 8            | „Crisis Theory”        | Jennifer Getzinger | Denise Thé & Jonathan Nolan    | 3 mai 2020      | 0,89                           |

### Sezonul 4
| Nr. în serial | Nr. în sezon | Titlu                   | Regizat de             | Scris de                         | Data difuzării | U.S. telespectatori (milioane) |
| ------------- | ------------ | ----------------------- | ---------------------- | -------------------------------- | -------------- | ------------------------------ |
| 29            | 1            | „Semnele”               | Richard J. Lewis       | Lisa Joy & Will Soodik           | 26 iunie 2022  | 0,33                           |
| 30            | 2            | „Destul de bine singur” | Craig William Macneill | Matthew Pitts & Christina Ham    | 3 iulie 2022   | 0,35                           |
| 31            | 3            | „Ani nebuni”            | Hanelle M. Culpepper   | Kevin Lau & Suzanne Wrubel       | 10 iulie 2022  | 0,31                           |
| 32            | 4            | „Generația pierdută”    | Paul Cameron           | Kevin Lau & Suzanne Wrubel       | 17 iulie 2022  | 0,31                           |
| 33            | 5            | „Zhuangzi”              | Craig William Macneill | Wes Humphrey & Lisa Joy          | 24 iulie 2022  | 0,38                           |
| 34            | 6            | „Devotament”            | Andrew Seklir          | Jordan Goldberg & Alli Rock      | 31 iulie 2022  | 0,39                           |
| 35            | 7            | „Metanoia”              | Meera Menon            | Desa Larkin-Boutte & Denise Thé  | 7 august 2022  | 0,32                           |
| 36            | 8            | „Ce va fi, va fi”       | Richard J. Lewis       | Alison Schapker & Jonathan Nolan | 14 august 2022 | 0,39                           |

## Producție

### Filmări

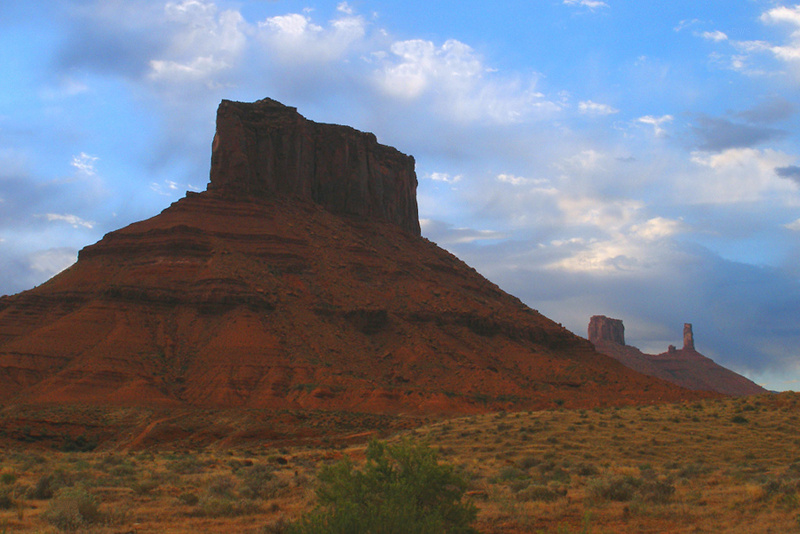
Castle Valley din Utah este unul din locurile în care s-au făcut filmări

Filmările pentru episodul-pilot au durat 22 de zile în august 2014 în și în jurul Los Angeles-ului precum și în Moab, Utah.